# Punct geodezic

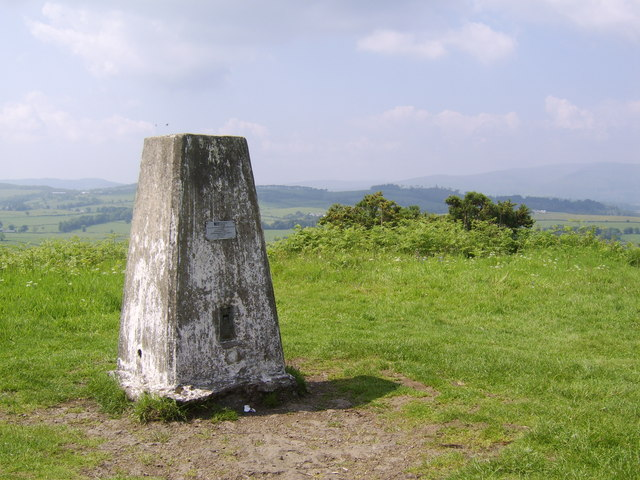
Punct geodezic marcat cu bornă

Punctul geodezic reprezintă elementul principal în măsurătorile terestre, aparține unei rețele geodezice și are coordonatele determinate prin metode geodezice într-o anumită proiecție cartografică, adoptată pentru teritoriul considerat. Punctele geodezice constituie baza pentru măsurători noi, sunt inventariate după număr și denumire, au fișă de descriere și sunt amplasate și marcate  durabil pe suprafața fizică a Pământului.
Pentru efectuarea ridicărilor, în vederea întocmirii hărților și planurilor topografice la orice scară, trebuie să se determine în prealabil și să se materializeze în teren un anumit număr de puncte geodezice.